# Atelopus arthuri
Espèce
Statut de conservation UICN

 CR A2ace; B1ab(iii,v)+2ab(iii,v) : 
En danger critique
Atelopus arthuri est une espèce d'amphibiens de la famille des Bufonidae.

## Répartition et habitat
Cette espèce est endémique d'Équateur. Elle se rencontre entre 2 200 et 3 000 m d'altitude sur le versant Pacifique de la cordillère Occidentale dans les provinces de Chimborazo et de Bolívar. Elle vit dans la forêt tropicale humide de montagne et le sub-páramo. 

## Étymologie
Cette espèce est nommée en l'honneur d'Arthur J. Peters, qui a découvert l'holotype.

## Publication originale
- Peters, 1973 : The Frog Genus Atelopus in Ecuador. Smithsonian Contributions to Zoology, no 145, p. 1-49 (texte intégral).